# Eilers Peak
Der Eilers Peak ist ein rund 1500 m hoher Berg im Australischen Antarktis-Territorium. Im Zentrum der Nebraska Peaks der Britannia Range ragt er 4 km nordnordwestlich des Rand Peak auf.
Das Advisory Committee on Antarctic Names benannte den Berg im Jahr 2000 nach dem US-amerikanischen Glaziologen Duane H. Eilers (* 1953) von der University of Nebraska-Lincoln, von 1974 bis 1975 Mitglied einer Mannschaft des United States Antarctic Research Program zur Untersuchung des Ross-Schelfeises.